# Isaiah Osbourne
Isaiah Osbourne (ur. 15 listopada 1987 w Birmingham) – angielski piłkarz występujący na pozycji środkowego pomocnika w Blackpool. Jego bratem jest Isaac Osbourne, pomocnik Aberdeen.